# Ubaldo Continiello
Ubaldo Continiello (Monteverde, 4 maggio 1941 – Roma, 20 gennaio 2014) è stato un compositore italiano.

## Biografia
Prima di intraprendere la carriera cinematografica, Continiello ha lavorato come arrangiatore e pianista. Fra le sue opere più famose, si ricorda Ordine & Disordine, album di Laura Betti.
Negli anni Settanta realizza numerose partiture musicali per il duo Franco Franchi e Ciccio Ingrassia. É autore, inoltre, di uno dei brani più celebri di Tony Del Monaco, Una Spina e una rosa.
Nel 1977 compone la colonna sonora di Ultimo mondo cannibale, cult movie diretto da Ruggero Deodato.
Negli anni Ottanta collabora con Alberto Cavallone e Mario Bianchi, regista che lo ha fatto addentrare nel mondo dell'hard.

## Filmografia

### Cinema
- Lola Colt - Faccia a faccia con El Diablo, regia di Siro Marcellini (1967)
- I due gattoni a nove code... e mezza ad Amsterdam, regia di Osvaldo Civirani (1972)
- Il gatto di Brooklyn aspirante detective, regia di Oscar Brazzi (1973)
- Ku-Fu? Dalla Sicilia con furore, regia di Nando Cicero (1973)
- Ultimo tango a Zagarol, regia di Nando Cicero (1973)
- Piedino il questurino, regia di Franco Lo Cascio (1974)
- Farfallon, regia di Riccardo Pazzaglia (1974)
- Il trafficone, regia di Bruno Corbucci (1974)
- Il sergente Rompiglioni diventa... caporale, regia di Mariano Laurenti (1975)
- Il sogno di Zorro, regia di Mariano Laurenti (1975)
- Il giustiziere di mezzogiorno, regia di Mario Amendola (1975)
- Uomini si nasce poliziotti si muore, regia di Ruggero Deodato (1976)
- L'affittacamere, regia di Mariano Laurenti (1976)
- Pronto ad uccidere, regia di Francesco Prosperi (1976)
- Sorbole... che romagnola, regia di Alfredo Rizzo (1976)
- Ultimo mondo cannibale, regia di Ruggero Deodato (1977)
- Un uomo da nulla, regia di Renata Amato (1977)
- L'avvocato della mala, regia di Alberto Marras (1977)
- L'ultimo sapore dell'aria, regia di Ruggero Deodato (1978)
- Voglia di donna, regia di Franco Bottari (1978)
- Malizia erotica (El periscopio), regia di José Ramón Larraz (1979)
- La liceale, il diavolo e l'acquasanta, regia di Nando Cicero (1979)
- Play Motel, regia di Mario Gariazzo (1979)
- Intime relazioni (To Milo tou Satana), regia di Omiros Efstratiadis (1979)
- Macabro, regia di Lamberto Bava (1980)
- Blow job - Dolce lingua, regia di Alberto Cavallone (1980)
- La moglie dell’amico è sempre più buona, regia di Juan Bosch (1980)
- La liceale al mare con l’amica di papà, regia di Marino Girolami (1980)
- Trhauma, regia di Gianni Martucci (1980)
- Cuatro locos buscan manicomio, regia di Rafael Gordon (1980)
- La dottoressa di campagna, regia di Mario Bianchi (1981)
- Chiamate 6969: taxi per signora, regia di Mario Bianchi (1981)
- Il carabiniere, regia di Silvio Amadio (1981)
- Pover’ammore, regia di Fernando Di Leo e Vincenzo Salviani (1982)
- Biancaneve & co, regia di Mario Bianchi (1982)
- Triangolo erotico, regia di Antonio D’Agostino (1982)
- Bathman dal pianeta Eros, regia di Antonio D’Agostino (1982)
- Messo comunale praticamente spione, regia di Mario Bianchi (1982)
- Il nano erotico, regia di Alberto Cavallone (1982)
- Margot, la pupa della villa accanto, regia di Ennio Pontis (1983)
- Paulo Roberto Cotechiño centravanti di sfondamento, regia di Nando Cicero (1983)
- Doctor Yes: The Hyannis Affair, regia di Jack Nixon-Browne (1983)
- ...e il terzo gode, regia di Alberto Cavallone (1984)
- Dolce pelle di Angela, regia di Andrea Bianchi (1986)
- Gioco di seduzione, regia di Andrea Bianchi (1990)

### Televisione
- La Venere d'Ille, regia di Mario e Lamberto Bava - film TV (1979)